# Blood, Sweat and No Tears
Blood, Sweat and No Tears è il primo album di studio del gruppo hardcore punk statunitense Sick of It All. È stato pubblicato il 12 luglio 1989 e contiene le tracce incluse nell'EP Sick of It All.

## Tracce
1. The Blood & The Sweat
2. Clobberin' Time/Pay The Price
3. Give Respect
4. Breeders Of Hate
5. Pushed Too Far
6. Friends Like You
7. B.S. Justice
8. Rat Pack
9. Pete's Sake
10. Stick Together
11. G.I. Joe Headstomp
12. Alone
13. My Life
14. World Full Of Hate
15. My Revenge
16. No Labels
17. Disillusion
18. The Deal
19. Injustice System!

## Formazione
- Lou Koller - voce
- Pete Koller - chitarra
- Rich Cipriano - basso
- Armand Majidi - batteria